# Snowdrop (phim truyền hình Hàn Quốc)
Snowdrop (tiếng Hàn: 설강화; Hanja: 雪降花 (Tuyết giáng hoa); Romaja: Seolganghwa; tựa tiếng Việt: Hoa tuyết điểm) là một bộ phim truyền hình Hàn Quốc với sự tham gia của Jung Hae-in, Kim Ji-soo, Jang Seung-jo, Yoon Se-ah, Kim Hye-yoon, Jung Yoo-jin và Yoo In-na. Phim được phát sóng trên kênh JTBC cùng nền tảng xem phim phim trực tuyến Disney+ bắt đầu từ ngày 18 tháng 12 năm 2021 và kết thúc vào ngày 30 tháng 1 năm 2022 với độ dài 16 tập kể về chuyện tình yêu đôi lứa 20 của Soo Ho-Youngro trong tình cảnh thời thế loạn lạc năm 1987.

## Nội dung chính
Hoa tuyết điểm lấy bối cảnh Cuộc đấu tranh dân chủ tháng 6  cùng Cuộc bầu cử tổng thống nhiệm kỳ mới năm 1987 tại Hàn Quốc nhằm phản đối chính phủ độc tài của tướng Chun Doo-hwan lúc bấy giờ đồng thời yêu cầu thực thi các cuộc bầu cử công bằng. Phim tập trung vào cuộc tranh cử tổng thống giữa các chính khách, phe cánh đối lập, những âm mưu, tham vọng và quyền lực của các chính trị gia.
Bên cạnh đó, phim còn là câu chuyện tình yêu giữa hai nhân vật Im Soo-ho và Eun Young-ro. Im Soo-ho là một đặc vụ Bắc Triều Tiên, sau khi tham gia vào một nhiệm vụ bí mật ở Hàn Quốc đã được nữ sinh đại học Eun Young-ro vô tình phát hiện trong tình trạng dính đầy máu tại phòng kí túc xá 207. Young-ro đã giúp Soo-ho trốn khỏi lực lượng an ninh của chính phủ Hàn Quốc và hết lòng chữa trị cho anh bất chấp sự giám sát nghiêm ngặt. Tình yêu của hai người đã dần nảy nở trong bối cảnh chính trị đầy biến động.

## Diễn viên

### Diễn viên chính
- Jung Hae-in vai Im Soo-ho (27 tuổi), một sinh viên đại học tại Đức kiêm đặc vụ Bắc Triều Tiên, sở hữu thể lực sắt thép cùng với kỹ năng hoàn hảo. Anh được cử sang Nam Triều Tiên làm nhiệm vụ bí mật.
- Kim Ji-soo vai Eun Young-ro (20 tuổi), sinh viên năm nhất khoa Ngôn ngữ Anh của trường đại học nữ Hosoo, thành viên phòng kí túc xá 207, người đã giúp đỡ, chăm sóc cho Soo-ho khi anh gặp nguy hiểm.[5]

### Diễn viên phụ
Nhân vật xung quanh Young-Ro
- Yoon Se-ah vai Pi Seung-hee: Giám thị trưởng ký túc xá đại học nữ Hosoo.
- Kim Hye-yoon vai Kye Boon-ok: Nhân viên trực bốt điện thoại của trường đại học nữ Hosoo, cô không thể học đại học do hoàn cảnh gia đình.
- Jung Shin-hye vai Go Hye-ryeong: 23 tuổi, sinh viên năm cuối khoa thanh nhạc trường đại học nữ Hosoo, bạn cùng phòng của Young-ro.
- Kim Mi-soo vai Jo Jung-min: 23 tuổi, sinh viên năm cuối khoa lịch sử trường đại học nữ Hosoo, bạn cùng phòng của Young-ro.
- Choi Hee-jin vai Yoon Seol-hee: 20 tuổi, sinh viên năm nhất khoa Quản trị tài sản, bạn cùng phòng của Young-ro.
- Kim Jong-soo vai Kim Man-dong: Người coi giữ chìa khoá cổng ký túc xá đại học nữ Ho Su
- Heo Joon-ho vai Eun Chang-su: Bộ trưởng bộ An ninh quốc gia Hàn Quốc, bố ruột của Young-ro.
- Kim Jung-nan vai Hong Ae-ra: Vợ kế của Eun Chang-su và là mẹ kế của của Young-ro, một cựu diễn viên điện ảnh.
- Song Geun-hee vai Eun Young-woo: Anh trai ruột của Young-ro, vì tham gia biểu tình nên bị bố Young-ro bắt vào quân đội.
- Nam Mi-jung vai Oh Deok-shim: Dì làm bếp tại ký túc xá đại học nữ Hosoo.
- Ahn Dong-goo vai Choi Byung-tae: Nam, 23 tuổi, người yêu của Go Hye-ryeong, sinh viên học viện Sĩ quan Lục quân.
- Heo Nam-joon vai Oh Kwang-tae: Nam, 24 tuổi, người yêu cũ của Go Hye-ryeong, sinh viên đại học Hankuk.
- Kim Jung-hoon vai Kim Sang-beom: Nam, 32 tuổi, con trai của Kim Man-dong, một kẻ nghiện cờ bạc.

Nhân vật xung quanh Soo-ho
- Jung Ae-ri vai Choi Soo-ryun: Thứ trưởng bộ An ninh quốc gia Bắc Triều Tiên.
- Jeon Moo-song vai Lim Ji-rok: Phó Cục trưởng Cục Mặt trận Thống nhất Bắc Triều Tiên.
- Kim Min-kyu vai Joo Kyeok-chan: Nam, 26 tuổi, đặc vụ Nampa.
- Jang In-sub vai Lee Eung-chul: Nam, 22 tuổi, đặc vụ Nampa.

Nhân vật liên quan đến Bộ An ninh Quốc gia
- Jang Seung-jo vai Lee Kang-moo: Trưởng nhóm của Cục Điều tra Phòng không, Bộ An ninh Quốc gia.
- Jung Eugene (Jung Yoo-jin) vai Jang Han-na: Một đặc vụ của Cục Điều tra Phòng không, Bộ An ninh Quốc gia.
- Lee Hwa-ryong vai Ahn Gyeong-hui: Cục trưởng Cục Điều tra Phòng không, Bộ An ninh Quốc gia.
- Park Sung-woong vai Nam Tae-il: Tổng thư ký Đảng cầm quyền Hàn Quốc.
- Yoo In-na vai Kang Chung-ya: Một bác sĩ phẫu thuật quyến rũ, nhân tình của Nam Tae-il. Cô cũng là một gián điệp người Bắc Hàn.
- Jung Hae-young vai Cho Seong-sim: Vợ của Nam Tae-il, con gái một tướng quân đội Hàn Quốc.
- Baek Ji-won vai Choi Mi-hye: Vợ của Ahn Gyeong-hui, một nhà thiết kế thời trang.

## Khách mời
- Yum Jung-ah[6]

## Sản xuất
Hoa tuyết điểm đánh dấu lần hợp tác thứ hai của bộ đôi đạo diễn Jo Hyun-tak và biên kịch Yoo Hyun-mi sau bộ phim Lâu đài tham vọng cùng của đài JTBC năm 2018.

## Nhạc phim
| Snowdrop                           | Snowdrop                           |
| Soundtrack album bởi nhiều Nghệ sĩ | Soundtrack album bởi nhiều Nghệ sĩ |
| ---------------------------------- | ---------------------------------- |
| Phát hành                          | - 2021 - 2022                      |
| Thể loại                           | Soundtrack                         |
| Ngôn ngữ                           | - Korean - English                 |
| Sản xuất                           | - Warner Music - JTBC Studio       |

### Phần 1
| Số bài           | Tên bài hát                           | Lời              | Nhạc                                         | Nghệ sĩ          | Thời lượng |
| ---------------- | ------------------------------------- | ---------------- | -------------------------------------------- | ---------------- | ---------- |
| 1.               | "If You're with Me" (곁에 있어준다면) | IRIS Yerin Lee   | - Ahn Jae-hwan - IRIS Yerin Lee - Moode - ON | Sung Si-kyung    | 3:51       |
| 2.               | "If You're with Me" (Inst.)           |                  | - Ahn Jae-hwan - IRIS Yerin Lee - Moode - ON |                  | 3:51       |
| Tổng thời lượng: | Tổng thời lượng:                      | Tổng thời lượng: | Tổng thời lượng:                             | Tổng thời lượng: | 7:42       |

### Phần 2
| Số bài | Tên bài hát      | Lời                        | Nhạc                       | Nghệ sĩ     | Thời lượng |
| ------ | ---------------- | -------------------------- | -------------------------- | ----------- | ---------- |
| 1.     | "Friend"         | - Cho Se-yeon - Kim Je-hwi | - Kim Je-hwi - Kang Ji-won | Kim Hee-won | 4:23       |
| 2.     | "Friend" (Inst.) |                            | - Kim Je-hwi - Kang Ji-won |             | 4:16       |
| Tổng:  | Tổng:            | Tổng:                      | Tổng:                      | Tổng:       | 8:40       |

### Phần 3
| Số bài | Tên bài hát                                 | Lời         | Nhạc       | Nghệ sĩ | Thời lượng |
| ------ | ------------------------------------------- | ----------- | ---------- | ------- | ---------- |
| 1.     | "Looks Like a Real Thing"                   | Cho Se-yeon | Kim Je-hwi | JeHwi   | 3:02       |
| 2.     | "Looks Like a Real Thing" (English version) | Sam Kim     | Kim Je-hwi |         | 3:03       |
| 3.     | "Looks Like a Real Thing" (Inst.)           |             | Kim Je-hwi |         | 3:02       |
| Tổng:  | Tổng:                                       | Tổng:       | Tổng:      | Tổng:   | 9:08       |

### Phần 4
| Số bài | Tên bài hát      | Lời   | Nhạc  | Nghệ sĩ      | Thời lượng |
| ------ | ---------------- | ----- | ----- | ------------ | ---------- |
| 1.     | "Wishes"         | J.UNA | J.UNA | Jamie Miller | 3:59       |
| 2.     | "Wishes" (Inst.) |       | J.UNA |              | 3:59       |
| Tổng   | Tổng             | Tổng  | Tổng  | Tổng         | 7:58       |

## Lượng người xem
Snowdrop : Người xem tính riêng ở Hàn Quốc (hàng nghìn)
| Mùa | Mùa | Số tập | Số tập | Số tập | Số tập | Số tập | Số tập | Số tập | Số tập | Số tập | Số tập | Số tập | Số tập | Số tập | Số tập | Số tập | Số tập | Trung bình |
| Mùa | Mùa | 1      | 2      | 3      | 4      | 5      | 6      | 7      | 8      | 9      | 10     | 11     | 12     | 13     | 14     | 15     | 16     | Trung bình |
| --- | --- | ------ | ------ | ------ | ------ | ------ | ------ | ------ | ------ | ------ | ------ | ------ | ------ | ------ | ------ | ------ | ------ | ---------- |
|     | 1   | 711    | 992    | N/A    | N/A    | 691    | 470    | 800    | 600    | 759    | 660    | 724    | 703    | 664    | 665    | 693    | 846    | TBD        |

Nguồn: Đo lường khán giả trên toàn quốc do Nielsen Korea thực hiện.
| Tập phim | Ngày phát sóng | Tỷ lệ khán giả trung bình (Nielsen Hàn Quốc) | Tỷ lệ khán giả trung bình (Nielsen Hàn Quốc) |
| Tập phim | Ngày phát sóng | Toàn quốc                                    | Seoul                                        |
| --- | -------------- | -------------------------------------------- | -------------------------------------------- |
| 1 | 18/12/2021     | 2.985% (10th)                                | 3.235% (7th)                                 |
| 2 | 19/12/2021     | 3.898% (5th)                                 | 3.687% (5th)                                 |
| 3 | 24/12/2021     | 1.853% (26th)                                | N/A                                          |
| 4 | 25/12/2021     | 1.689% (23rd)                                | N/A                                          |
| 5 | 26/12/2021     | 2.751% (11th)                                | N/A                                          |
| 6 | 1/1/2022       | 1.912% (17th)                                | N/A                                          |
| 7 | 2/1/2022       | 3.252% (8th)                                 | 3.491% (6th)                                 |
| 8 | 8/1/2022       | 2.584% (13th)                                | N/A                                          |
| 9 | 9/1/2022       | 3.064% (8th)                                 | 3.362% (7th)                                 |
| 10 | 15/1/2022      | 2.571% (11th)                                | 2.489% (10th)                                |
| 11 | 16/1/2022      | 3.017% (6th)                                 | 3.127% (5th)                                 |
| 12 | 22/1/2022      | 2.521% (13th)                                | 2.805% (7th)                                 |
| 13 | 23/1/2022      | 2.798% (10th)                                | 2.851% (7th)                                 |
| 14 | 29/1/2022      | 2.749% (10th)                                | 3.180% (5th)                                 |
| 15 | 30/1/2022      | 2.773% (8th)                                 | 2.734% (8th)                                 |
| 16 | 5/2/2022       | 3.393% (6th)                                 | 3.438% (5th)                                 |
| Trung bình | Trung bình     | 2.738%                                       | 3.127%                                       |
| - Trong bảng trên, các số in đậm đại diện cho xếp hạng cao nhất và thấp nhất. - Bộ phim này được phát sóng trên một kênh truyền hình cáp / truyền hình trả tiền thường có lượng khán giả tương đối nhỏ hơn so với các đài truyền hình công cộng / truyền hình miễn phí (KBS, SBS, MBC và EBS). - N / A biểu thị xếp hạng không được phát hành. - Tập 3-5 được phát sóng từ ngày 24 đến ngày 26 tháng 12 năm 2021, sớm hơn so với dự kiến ban đầu, với mục đích giảm bớt sự lo lắng của người xem. |                |                                              |                                              |

## Tranh cãi
Snowdrop trở thành chủ đề tranh cãi do cáo buộc phủ định lịch sử. Vào tháng 3 năm 2021, các phần tóm tắt và tiểu sử nhân vật đã bị rò rỉ trên mạng, tiết lộ rằng nhân vật nam chính thực sự là một điệp viên Triều Tiên đóng giả là một nhà hoạt động sinh viên ủng hộ dân chủ, người xâm nhập vào Hàn Quốc để kích động hỗn loạn và bất ổn chính trị. Tiền đề đã thu hút sự phản ứng dữ dội từ cư dân mạng Hàn Quốc do bộ phim được dựng lên có chủ đích dựa trên bối cảnh của phong trào biểu tình hòa bình Đấu tranh tháng 6 năm 1987 đã dẫn đến việc thiết lập nền dân chủ ở Hàn Quốc. Cư dân mạng chỉ ra rằng việc tiết lộ nhân vật nam chính là điệp viên Triều Tiên ám chỉ những tuyên bố sai trái của chính quyền Chun Doo-hwan độc tài chống lại các nhà hoạt động ủng hộ dân chủ đã coi họ là gián điệp của Triều Tiên.  Cư dân mạng cũng chỉ trích nhân vật Lee Kang-moo, một đặc vụ hư cấu của Cơ quan Kế hoạch An ninh Quốc gia (ANSP) ngoài đời thực, từng là cơ quan tình báo của chế độ độc tài Chun, được miêu tả là công bình và chính trực mặc dù có nhiều hành vi vi phạm nhân quyền. bởi ANSP.
Vào ngày 26 tháng 3, JTBC đã đưa ra tuyên bố chính thức đầu tiên của họ về cuộc tranh cãi có nội dung: "Bộ phim không xuyên tạc phong trào ủng hộ dân chủ và cũng không tôn vinh Cơ quan Kế hoạch An ninh Quốc gia. Đây là một bộ phim hài đen châm biếm tình hình chính trị giữa Hai miền Triều Tiên dưới chính quyền độc tài vào những năm 1980. Ngoài ra, đây còn là một bộ phim tình cảm thể hiện những người trẻ tuổi hy sinh tình yêu của họ. Vào ngày 30 tháng 3, JTBC đưa ra tuyên bố thứ hai liên quan đến cuộc tranh cãi có nội dung" Snowdrop là lấy bối cảnh xung quanh cuộc bầu cử tổng thống năm 1987, và không phải là một bộ phim truyền hình đề cập đến phong trào ủng hộ dân chủ ". Tuyên bố tiếp tục, "Bộ phim miêu tả một câu chuyện hư cấu về chế độ quân sự, ANSP và những người khác nắm quyền vào thời điểm đó thông đồng với chế độ độc tài Bắc Triều Tiên và lên kế hoạch âm mưu giữ quyền lực của họ." Về nhân vật Lee Kang -moo, một đặc vụ của ANSP, tuyên bố viết, "Nhân vật được miêu tả là một người có nguyên tắc quay lưng lại với tổ chức tham nhũng và làm những gì anh ta cho là đúng." Tên của nữ nhân vật chính vào thời điểm đó, Eun Young-cho, đã thu hút nhiều sự chú ý, vì cái tên được cho là "Young-cho" giống với tên của nhà hoạt động ủng hộ dân chủ ngoài đời thực là Chun Young-cho. Tuyên bố phủ nhận rằng tên của nhân vật nữ chính có liên quan đến Chun Young-cho, nhưng xác nhận rằng tên của nhân vật sẽ được thay đổi.
Vào ngày 30 tháng 3, những người biểu tình đã đậu một chiếc xe tải mang biển hiệu phản đối tại địa điểm của tòa nhà JTBC ở Seoul.
Trong khoảng thời gian từ ngày 26 tháng 3 đến ngày 25 tháng 4, tổng cộng 226.078 người đã ký một bản kiến nghị trực tuyến gửi tới Nhà Xanh yêu cầu ngừng sản xuất Snowdrop. Đơn thỉnh cầu được bắt đầu ngay sau khi bộ phim Joseon Exorcist của đài SBS bị hủy bỏ do những cáo buộc về chủ nghĩa phủ định lịch sử. Vào ngày 14 tháng 5, Nhà Xanh đã đưa ra phản hồi chính thức đối với đơn thỉnh cầu, bác bỏ những lời kêu gọi hủy bỏ buổi biểu diễn. Phản hồi nói rằng Nhà Xanh không có ý định can thiệp vào việc sản xuất Snowdrop, với lý do bảo vệ quyền tự do ngôn luận trong Luật Phát thanh truyền hình của Hàn Quốc, đảm bảo sự độc lập của các đài truyền hình và nghiêm cấm các quy định hoặc can thiệp ngoài tư pháp. Tuy nhiên, phản hồi nêu rõ rằng Nhà Xanh đang tiếp tục theo dõi cuộc tranh cãi, tuyên bố rằng "chương trình vi phạm trách nhiệm phát sóng, chẳng hạn như thông qua chủ nghĩa tiêu cực lịch sử quá mức hoặc vi phạm các quy định, sẽ bị Ủy ban Tiêu chuẩn Truyền thông Hàn Quốc xem xét". và rằng Ủy ban Tiêu chuẩn Truyền thông Hàn Quốc sẽ giám sát các chương trình phát sóng.

### Bài đăng
Vào ngày 18 tháng 12 năm 2021, tập đầu tiên của Snowdrop được phát sóng. Vào ngày 19 tháng 12, một bản kiến nghị trực tuyến mới gửi tới Nhà Xanh yêu cầu tạm ngừng phát sóng bộ phim.  Trong vài giờ, hơn 80.000 người đã ký vào bản kiến nghị và hơn 200.000 người đã ký vào bản kiến nghị vào cuối ngày. Bản kiến nghị đã đạt được 300.000 chữ ký vào ngày 21 tháng 12. Đến ngày 22 tháng 12, đã có ít nhất 30 kiến nghị tích cực gửi tới Nhà Xanh yêu cầu hủy phát sóng bộ phim. Vào ngày 24 tháng 12, một bản kiến nghị trực tuyến riêng biệt gửi tới Nhà Xanh đã được đệ trình yêu cầu đóng cửa đài JTBC vì "bộ phim vi hiến", đạt 30.000 chữ ký vào ngày đầu tiên. Đến ngày 21 tháng 12, khoảng 3.000 yêu cầu hủy bỏ Snowdrop đã được đăng lên trang web của JTBC và khoảng 740 khiếu nại đã được gửi đến Ủy ban Tiêu chuẩn Truyền thông Hàn Quốc về bộ phim.  Vào ngày 21 tháng 12, một đơn khiếu nại chính thức của công dân đã được gửi lên Ủy ban Nhân quyền và Chống Tham nhũng của Hàn Quốc chống lại nhà biên kịch của Snowdrop là Yoo Hyun-mi và đạo diễn Jo Hyun-tak vì đã vi phạm Đạo luật An ninh Quốc gia. Tuyên bố Công dân Thế giới, một tổ chức phi lợi nhuận dành cho giới trẻ ủng hộ các công dân chống lại bạo lực của chính phủ, đã đệ đơn lên Tòa án Quận Tây Seoul yêu cầu dừng phát sóng Snowdrop vào ngày 22 tháng 12. Cùng ngày hôm đó, Giám đốc JTBC Studios Jung Kyeong-moon đã tổ chức một cuộc họp với Tuyên bố Công dân Thế giới, trong đó JTBC Studios nhắc lại rằng họ không có ý định bóp méo lịch sử. Tòa án Quận Tây Seoul đã bác bỏ vụ kiện của Tuyên bố Công dân Thế giới vào ngày 29 tháng 12, cho rằng trong quyết định của mình rằng ngay cả khi có sự bóp méo lịch sử trong cốt truyện, vẫn không đủ bằng chứng cho thấy hành vi vi phạm quyền công dân của nhóm hoặc khán giả của bộ phim có thể chấp nhận một cách mù quáng nội dung lịch sử là chân thực.
Các nhà quảng cáo như TEAZEN, Ssarijai, Heung Il Furniture, Ganisong, P&J Group và Han's Electronics đã thông báo rằng họ đã rút quảng cáo khỏi chương trình phát sóng và đưa ra lời xin lỗi. Đại học Daegu, nơi Snowdrop được quay, tuyên bố rằng họ đã yêu cầu tên của trường đại học được lấy ra khỏi các khoản tín dụng của bộ phim. Các cơ sở tưởng niệm các nhà hoạt động sinh viên Bak Jong-cheol và Lee Han-yeol, những người đã qua đời trở thành sự kiện kích động chính của Cuộc đấu tranh tháng Sáu năm 1987, đã chỉ trích Snowdrop. Quỹ Tưởng niệm Bak Jong-cheol đã lên tiếng phản đối bộ phim, gọi đây là "sự miệt thị phong trào dân chủ hóa" và "một bộ phim có ý định xuyên tạc rõ ràng."  Bảo tàng Tưởng niệm Lee Han-yeol cũng kêu gọi bộ phim này. bị hủy bỏ. JTBC Studios đã cố gắng sắp xếp một cuộc gặp với đại diện của Quỹ Tưởng niệm Bak Jong-cheol, nhưng nỗ lực của họ đã không thành công. Vào ngày 21 tháng 12, JTBC đã đưa ra tuyên bố chính thức của họ về cuộc tranh cãi có nội dung: "Bối cảnh và mô-típ cho các sự cố quan trọng trong Snowdrop là thời của chế độ quân sự. Với bối cảnh này, nó chứa đựng một câu chuyện hư cấu về một đảng cầm quyền thông đồng với phương Bắc Chính phủ Hàn Quốc nhằm duy trì quyền lực. Snowdrop là một tác phẩm sáng tạo thể hiện câu chuyện cá nhân của những cá nhân đã bị lợi dụng và trở thành nạn nhân của những kẻ nắm quyền. Không có điệp viên nào dẫn đầu phong trào dân chủ hóa trong Snowdrop. Nam và nữ chính không được chiếu khi tham gia hoặc lãnh đạo phong trào dân chủ hóa trong tập 1 và 2, và họ không làm như vậy trong bất kỳ phần nào của kịch bản tương lai. "Tuyên bố tiếp tục," Hầu hết những hiểu lầm liên quan đến mối quan tâm của chủ nghĩa phủ định lịch sử và miệt thị quá trình dân chủ hóa chuyển động sẽ được giải quyết thông qua tiến trình của cốt truyện của bộ phim. Bộ phim bao gồm ý định của đội sản xuất là hy vọng không có sự lặp lại của một kẻ bất thường một trong đó tự do và hạnh phúc của cá nhân bị áp bức bởi quyền lực bất công. Mặc dù chúng tôi rất tiếc không thể tiết lộ nhiều phần cốt truyện trước mỗi tập, chúng tôi yêu cầu các bạn theo dõi diễn biến trong tương lai của cốt truyện. "JTBC cho biết ý định lắng nghe bảng tin người xem và trò chuyện thời gian thực trên trang web chính thức của họ.
JTBC đã đẩy nhanh lịch phát sóng của Snowdrop và phát sóng các tập 3, 4, 5 lần lượt vào các ngày 24, 25 và 26 tháng 12 với ý định giải quyết nhanh chóng những hiểu lầm ngay từ đầu bộ phim. JTBC tuyên bố rằng các tập 3–5 được phát hành nhanh chóng vì họ giải thích cốt truyện của nhân vật Soo-ho và tiết lộ sự thông đồng giữa ANSP và chính phủ Bắc Triều Tiên trong câu chuyện của bộ phim. Vào ngày 23 tháng 12 năm 2022, ứng cử viên tổng thống của Đảng Công lý Sim Sang-jung đã lên tiếng phản đối bộ phim, nói rằng, "Nếu chúng ta muốn tỏa sáng trong một thời đại khắc nghiệt, thì nhân vật chính phải là những công dân bình thường của chúng ta, những người đã đổ máu, đổ mồ hôi và nước mắt cho nền dân chủ của Đại Hàn Dân Quốc, chứ không phải cho các nhân viên an ninh và gián điệp của phe miền Nam dưới chế độ độc tài. ”Bà cũng nói rằng“ tự do sáng tạo nên khiêm tốn khi đối mặt với những vết sẹo của lịch sử. ” Những người bảo vệ Snowdrop đã chỉ ra rằng phải tôn trọng quyền tự do ngôn luận. Trên trang Facebook của mình, đạo diễn phim Jeong Yoon-cheol bày tỏ niềm tin rằng việc kiểm duyệt việc phát sóng bộ phim sẽ mang tính độc tài, đồng thời trích dẫn các bộ phim Hiroshima mon amour và The Lives of Other là những ví dụ tích cực về những câu chuyện tình yêu tương tự bao gồm các cá nhân của nguồn gốc chính trị bị phản đối. Nhà bình luận chính trị Chin Jung-kwon kêu gọi công chúng "chỉ xem bộ phim như một bộ phim truyền hình."